# Ilex kiangsiensis
Ilex kiangsiensis är en järneksväxtart som först beskrevs av Shiu Ying Hu, och fick sitt nu gällande namn av Chang Jiang Tseng och B.W. Liu. Ilex kiangsiensis ingår i släktet järnekar, och familjen järneksväxter. Inga underarter finns listade i Catalogue of Life.